# Ran (タンパク質)
Ran（RAs-related Nuclear protein）は、ヒトではRAN遺伝子にコードされるタンパク質である。Ranは約25kDaのタンパク質で、間期中の細胞核内外の輸送に関与し、有糸分裂にも関与する。Rasスーパーファミリーのメンバーである。
Ranは、RNAとタンパク質が核膜孔複合体を通って輸送される際に必要な低分子量Gタンパク質である。また、Ranの変異によってDNA合成が妨げられることから、RanがDNA合成や細胞周期の進行の制御に関与していることも示唆されている。

## 機能

### Ranサイクル

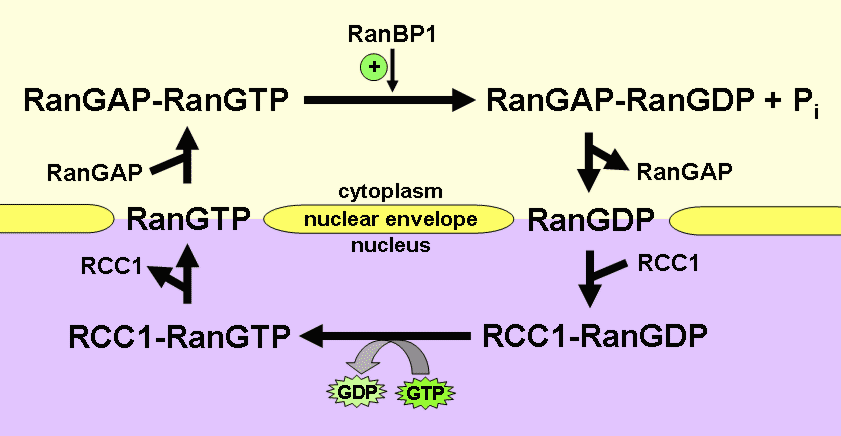
Ranサイクルの模式図

細胞内でRanは、GDP結合型とGTP結合型という2種類のヌクレオチド結合状態で存在する。Ranに対するグアニンヌクレオチド交換因子であるRCC1の作用によって、GDP結合型Ran（RanGDP）はGTP結合型Ran（RanGTP）へと変換される。RCC1はRanGEFという名称でも知られている。Ranの内在的なGTPアーゼ活性は、RanGTPアーゼ活性化タンパク質（RanGAP）との相互作用によって活性化され、Ran結合タンパク質（RanBP）との複合体形成によって促進される。GTPアーゼの活性化によってRanGTPはRanGDPへ変換され、Ranサイクルが閉じられる。
Ranは細胞内を自由に拡散するものの、RCC1とRanGAPは細胞内の異なる場所に局在しているため、RanGTPとRanGDPの濃度も局所的に異なることとなり、他の細胞過程のためのシグナルとして機能する濃度勾配が作り出される。RCC1はクロマチンに結合しているため、核内に局在する。RanGAPは酵母では細胞質に位置し、植物や動物では核膜に結合している。動物細胞では、RanGAPはSUMO修飾がなされ、ヌクレオポリンNup358（RanBP2）との相互作用を介して核膜孔複合体の細胞質側に結合している。このようなRanサイクル補助タンパク質の局在部位の違いによって、RanGTPのRanGDPに対する比率は細胞核の内側で高く、逆に細胞核の外側では低くなる。Ranのヌクレオチド結合状態の勾配に加えて、タンパク質自身の濃度勾配も存在し、Ranは細胞質よりも核内で高濃度である。細胞質のRanGDPはNTF2（Nuclear Transport Factor 2）によって核内へ輸送され、そこでRCC1によってGDPからGTPへの交換が触媒される。

### 間期中の核輸送における役割

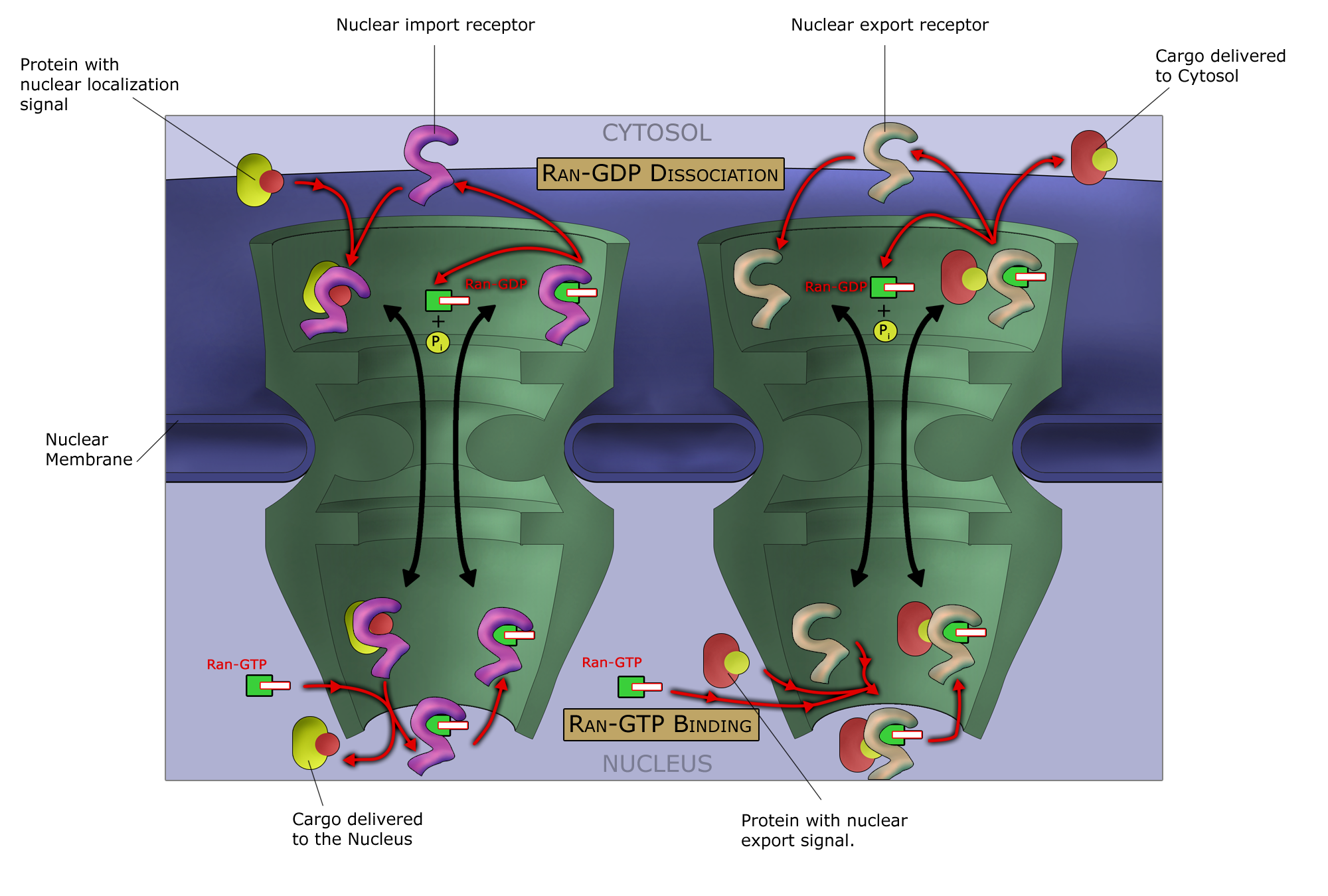
核膜孔での核-細胞質間輸送におけるRanサイクルの関与

Ranはカリオフェリンと相互作用し、それらの積み荷分子を結合・解離する能力を変化させることで、核膜を越えたタンパク質輸送に関与する。核局在化シグナルを含む積み荷タンパク質はインポーチンに結合し、核へ輸送される。核内ではRanGTPがインポーチンに結合し、輸入された積み荷を解離する。核を出て細胞質へ輸送される必要のある積み荷はエクスポーチンに結合し、RanGTPと三者複合体を形成する。核外でのRanGTPからRanGDPへの加水分解によって、複合体は解離し、輸出された積み荷は放出される。

### 有糸分裂における役割
有糸分裂の間、Ranサイクルは紡錘体の組み立て、そして染色体分離後の核膜の再形成に関与している。前期の間、核膜は漏れやすい構造となったり解体されたりするため、核膜孔でのRanGTP-RanGDPの比率の急な勾配は崩壊する。グアニンヌクレオチド交換因子であるRCC1はクロマチンに結合したままであるため、染色体周辺のRanGTPの濃度は高いままである。RanBP2（Nup358）とRanGAPはキネトコアへ移動し、紡錘糸の染色体への接着を促進する。さらに、RanGTPは核輸送機構と類似した機構で紡錘体の組み立てを促進する。NuMAやTPX2といった紡錘体の組み立てに関与する因子の活性はインポーチンの結合によって阻害されている。RanGTPはインポーチンを解離させることで、これらの因子を活性化し紡錘体の組み立てを促進する。終期における娘細胞での核膜再形成時の小胞融合には、RanGTPの加水分解とヌクレオチド交換が必要とされる。

### Ranとアンドロゲン受容体
Ranはアンドロゲン受容体（AR）のコアクチベーター（ARA24）であり、AR内部のポリグルタミン配列の長さによって異なる結合を示す。ARのポリグルタミンリピートの伸長は球脊髄性筋萎縮症と関連している。AR内のポリグルタミンが伸長するにつれてRANのコアクチベーターとしての機能は消失し、それによって球脊髄性筋萎縮症発症時の部分的なアンドロゲン不応性がもたらされている可能性がある。

## 調節
Ranの発現はマイクロRNAmiR-10aによって抑制される。

## 相互作用
Ranは次に挙げる因子と相互作用することが示されている。
- KPNB1（英語版）[15][16][17]
- NEK9（英語版）[18]
- NUTF2（英語版）[19][20]
- RANBP1（英語版）[15][21][22]
- RANGAP1（英語版）[23][24][25]
- RCC1（英語版）[21][22][26][27]
- TNPO1（英語版）[28][29]
- TNPO2（英語版）[29]
- XPO1（英語版）[15][30][31]
- XPO5（英語版）[32]